# Albert Nobbs
Albert Nobbs è un film del 2011 diretto da Rodrigo García.
Tra i protagonisti della pellicola ci sono Glenn Close, Mia Wasikowska, Aaron Johnson e Janet McTeer. La sceneggiatura è basata su un racconto dello scrittore irlandese George Moore e sul suo adattamento teatrale ad opera di Simone Benmussa, La singolare vita di Albert Nobbs.

## Trama
Dublino, 1898. Albert Nobbs, cameriere presso l'hotel Morrison della Duchessa Baker, possiede in realtà un corpo femminile, ma si veste da uomo per poter lavorare. Nessuno sospetta di lui, e anzi egli è conosciuto per la sua solerzia ed educazione; Albert ha in mente di acquistare un negozio di tabacchi e mettersi in proprio, e perché ciò avvenga risparmia tutto ciò che guadagna nascondendo i soldi sotto un asse del pavimento in legno della sua camera.
Un giorno presso l'hotel arriva l'imbianchino Hubert Page, che dovrà condividere la camera con Albert per tutta la durata del suo lavoro. Albert teme che il suo segreto possa essere scoperto e in effetti così avviene; tuttavia non solo Hubert lo rassicura che manterrà il segreto, ma le rivela addirittura di essere fisicamente una donna anche lui, e di essere perfino sposato con una sarta. Nel frattempo la signora Baker assume un giovane facchino, Joe Mackins, che ben presto si innamorerà della cameriera Helen.
Albert va a trovare Hubert e sua moglie Cathleen, e rivela al suo amico la sua storia: era la figlia di una nobildonna, aveva vissuto nella miseria ed era stata anche violentata da un gruppo di uomini. Dopo aver sentito della necessità di trovare camerieri, Albert acquistò una livrea e venne assunta, così iniziò la sua vita con un'identità maschile.
Vedendo come Hubert e sua moglie vadano d'accordo nonostante siano due donne, Albert inizia a desiderare di avere una sposa anche lui, e inizia a pensare che Helen sia la ragazza perfetta per lui, così la invita a uscire. La ragazza all'inizio è riluttante, ma poi Joe la spinge ad uscire con Albert perché pensa che possa spillargli i soldi necessari ad andare in America. Helen continua a ingannare Albert finché lui non le rivela il suo sogno di aprire il negozio, che lei disprezza perché vuole invece partire.
Giorni dopo nell'hotel si verifica un focolaio di tifo, che ben presto porta la polizia a metterlo in quarantena, con grave danno per gli affari. Anche Albert si ammala, ma presto guarisce; nel frattempo Helen rivela a Joe di essere incinta, sconvolgendo il ragazzo che, essendo stato violentato da suo padre da ragazzino, teme di essere uguale. Appena guarito, Albert va a trovare Hubert, ma scopre che sua moglie ha contratto la malattia ed è morta, lasciandolo nella disperazione. Per renderle un tributo, i due smettono per un attimo i panni di uomo e indossano due vestiti appartenuti a Cathleen; sulla spiaggia Albert ritrova per un momento la gioia di essere donna.
Quando Albert apprende della gravidanza di Helen si offre di sposarla, ma lei lo maltratta perché pensa che lui non l'ami. Albert le rivela invece che probabilmente sarà Joe a lasciarla perché non si prenderà la responsabilità del loro bambino, mentre con lui potranno essere felici. Quella stessa notte Joe conferma le paure di Albert dicendo a Helen di volersene andare da solo; i due iniziano a litigare, e quando Albert interviene per salvare la ragazza, Joe lo spinge contro un muro, ferendolo al capo. Poco dopo Albert morirà per le conseguenze dell'urto, mentre Helen allontana Joe dalla sua vita dicendogli di non amarlo più.
La signora Baker trova i risparmi di Albert e li utilizza per rimettere in sesto l'hotel. Per questo richiama Hubert e gli dice di aver tenuto con sé Helen e il suo bambino, Albert Joseph. Hubert trova Helen, che gli rivela la realtà: prima o poi Mrs Baker le farà togliere il bambino e la sbatterà per strada. Hubert le dice che ciò non può accadere, lasciando intendere che si prenderà cura di lei e del bambino.

## Produzione
Glenn Close ha interpretato per la prima volta il personaggio del titolo in una produzione teatrale del 1982, ed ha trascorso molti anni tentando di realizzarne un film. Il progetto stava per entrare in produzione all'inizio degli anni duemila, con la regia di István Szabó, ma si fermò per mancanza di fondi. Oltre ad essere la protagonista della pellicola, Glenn Close è anche fra i produttori e ha firmato la sceneggiatura insieme a John Banville.
La produzione avrebbe dovuto cominciare nel luglio 2010 ma è stata rimandata a dicembre, quando Mia Wasikowska e Aaron Johnson hanno sostituito Amanda Seyfried e Orlando Bloom. Le riprese sono iniziate il 13 dicembre a Dublino e Wicklow e il 16 dicembre è stata pubblicata una foto di Glenn Close nel ruolo del protagonista.

## Promozione
Il trailer italiano del film è stato diffuso online il 3 gennaio 2012.

## Distribuzione
Il film è stato presentato in anteprima al Telluride Film Festival il 2 settembre 2011, poi al Toronto International Film Festival l'11 settembre 2011, in prima europea al Festival internazionale del cinema di San Sebastián il 17 settembre 2011 e in prima italiana il 3 dicembre 2011 al 29º Torino Film Festival come evento di chiusura della manifestazione.
È uscito nelle sale statunitensi il 27 gennaio 2012, mentre in Italia è arrivato nelle sale cinematografiche il 10 febbraio, distribuito da Videa.

## Riconoscimenti
- 2012 – Premio Oscar
  - Candidatura Miglior attrice protagonista a Glenn Close
  - Candidatura Miglior attrice non protagonista a Janet McTeer
  - Candidatura Miglior trucco a Martial Corneville, Lynn Johnson e Matthew W. Mungle
- 2012 – Golden Globe
  - Candidatura Miglior attrice in un film drammatico a Glenn Close
  - Candidatura Migliore attrice non protagonista a Janet McTeer
  - Candidatura Miglior canzone originale (Lay Your Head Down) a Brian Byrne e Glenn Close
- 2012 – Screen Actors Guild Award
  - Candidatura Miglior attrice protagonista a Glenn Close
  - Candidatura Miglior attrice non protagonista a Janet McTeer
- 2011 – Satellite Award
  - Miglior canzone originale (Lay Your Head Down) a Brian Byrne e Glenn Close
  - Candidatura Miglior attrice protagonista a Glenn Close
  - Candidatura Miglior attrice non protagonista a Janet McTeer
  - Candidatura Miglior sceneggiatura non originale a George Moore, Glenn Close e John Banville
- 2012 – GLAAD Media Awards
  - Candidatura Miglior film della grande distribuzione
- 2012 – Independent Spirit Awards
  - Candidatura Miglior attrice non protagonista a Janet McTeer
- 2011 – Phoenix Film Critics Society Awards
  - Candidatura Miglior attrice protagonista a Glenn Close
- 2011 – Festival Internazionale del Cinema di San Sebastián
  - Premio Sebastiane a Rodrigo García
- 2012 – AACTA Awards
  - Candidatura Miglior attrice protagonista a Glenn Close
- 2012 – Critics' Choice Movie Award
  - Candidatura Miglior trucco
- 2012 – Irish Film and Television Award
  - Miglior attrice internazionale a Glenn Close
  - Miglior trucco a Lynn Johnson e Lorraine Glynn Whelan
  - Miglior colonna sonora originale a Brian Byrne
  - Miglior sonoro a Brendan Deasy, Michelle Cunniffe, Steve Fanagan e Niall Brady
  - Candidatura Miglior film a Alan Moloney, Glenn Close, Bonnie Curtis e Julie Lynn
  - Candidatura Miglior attore non protagonista a Brendan Gleeson
  - Candidatura Miglior attrice non protagonista a Maria Doyle Kennedy
  - Candidatura Miglior attrice non protagonista a Brenda Fricker
  - Candidatura Miglior sceneggiatura a John Banville, Gabriella Prekop e Glenn Close
- 2011 – Los Angeles Film Critics Association Award
  - Candidatura Miglior attrice non protagonista a Janet McTeer
- 2011 – Southeastern Film Critics Association Awards
  - Miglior attrice non protagonista a Janet McTeer
- 2011 – Tokyo International Film Festival
  - Miglior attrice a Glenn Close
  - Candidatura Grand Prix a Rodrigo García
- 2012 – Online Film Critics Society Awards
  - Candidatura Miglior attrice non protagonista a Janet McTeer
- 2012 – World Soundtrack Awards
  - Miglior canzone originale (Lay Your Head Down) a Glenn Close, Brian Byrne e Sinéad O'Connor
  - Scoperta dell'anno a Brian Byrne